# 도가와촌 (사가현)
도가와촌(砥川村)은 사가현 오기군에 설치되었던 촌이다. 현재의 오기시, 기시마군 고호쿠정에 해당한다.